# Nate Spears
Nathaniel Joseph Spears (né le 3 mai 1985 à Fort Myers, Floride, États-Unis) est un joueur de deuxième but des Ligues majeures de baseball jouant pour les Red Sox de Boston.

## Carrière

### Ligues mineures
Nate Spears est un drafté en cinquième ronde par les Orioles de Baltimore en 2003. Il évolue trois saisons dans les ligues mineures avec des clubs-école des Orioles mais est échangé à la franchise des Cubs de Chicago le 9 janvier 2006 en compagnie d'un lanceur dominicain (Carlos Perez) qui n'atteindra jamais les majeures, en retour d'un voltigeur déjà établi, Corey Patterson. Spears évolue quatre autres saisons dans les mineures dans l'organisation des Cubs avant d'être libéré de son contrat et d'accepter une offre des Red Sox de Boston.

### Red Sox de Boston
Spears perce finalement l'alignement d'une équipe des majeures le 6 septembre 2011 alors qu'il joue son premier match avec les Red Sox. Il dispute trois parties avec eux en fin de saison. Il signe un nouveau contrat des ligues mineures avec l'équipe le 3 janvier 2012.